# كورتيس نيلسون
كورتيس نيلسون (بالإنجليزية: Curtis Nelson)‏ (21 مايو 1993 في المملكة المتحدة - ) هو لاعب كرة قدم بريطاني في مركز الدفاع. شارك مع منتخب إنجلترا تحت 18 سنة لكرة القدم. أما مع النوادي، فقد لعب مع ستوك سيتي ونادي بليموث أرجايل.

## وصلات خارجية
- كورتيس نيلسون على موقع قاعدة بيانات كرة القدم.إي يو (الإنجليزية)
- كورتيس نيلسون على موقع Soccerbase.com (لاعب) (الإنجليزية)
- كورتيس نيلسون على موقع Soccerway.com (الإنجليزية)